# Vincent Martella
Vincent Martella (Rochester, Nueva York; el 15 de octubre de 1992) es un actor estadounidense.  Es conocido por su papel de Greg en la serie estadounidense Todo el mundo odia a Chris y por hacer la voz de Phineas Flynn en la serie Phineas y Ferb, de Disney.

## Biografía
Nacido en Rochester, Nueva York, Martella es de ascendencia italiana. Comenzó a actuar a la edad de tres años, y actuó por primera vez en vivo en Cascanueces y comenzó a tocar el piano a los cinco. No mucho después, estaba actuando en obras escolares y fue visto en los anuncios comerciales. A los seis años comenzó a actuar y a formarse vocalmente, y a los siete años estaba trabajando tanto en forma impresa como comerciales nacionales.

## Carrera
A los 10 años, Martella estaba en Los Ángeles, California, ha sido estrella invitada en la comedia de Fox, Stacked y prestó su voz a la de largometrajes de Bad News Bears, Cracking Up y un papel recurrente en Ned's Declassified School Survival Guide, donde desarrolló su propio carácter para el papel de "Scoop". El verano siguiente, Vincent recibió su primer papel importante frente a Rob Schneider en Deuce Bigalow: European Gigolo.  Martella dio su voz a Phineas Flynn en la serie animada de disney Channel, Phineas y Ferb
Martella apareció en la película Role Models junto con Seann William Scott y Paul Rudd. Tiene un papel principal en la película Baitshop junto con Bill Engvall y Billy Ray Cyrus.
Grabó su primer álbum "Time Flies", tocando el piano y canto. El álbum fue escrito y coproducido por Vicente y está disponible en iTunes.[cita requerida]
Vive en DeLand, Florida con su madre, padre y tres hermanos.
Él ha sido confirmado para proporcionar la voz de la Hope Estheim en Final Fantasy XIII.

## Filmografía
| Película                     | Película                                                        | Película                                          | Película |
| Año                          | Título                                                          | Rol                                               | Notas |
| ---------------------------- | --------------------------------------------------------------- | ------------------------------------------------- | --- |
| 2005                         | Deuce Bigalow: European Gigolo                                  |                                                   | |
| 2008                         | Role Models                                                     | Martonius Kuzzik                                  | |
| 2008                         | Baitshop                                                        | Scott                                             | |
| 2011                         | Phineas y Ferb: A través de la segunda dimensión                | Phineas Flynn (voz)                               | Disney Channel Original Movie                                                                                         |
| 2011                         | Cars 2                                                          | Voces adicionales (no acreditado)                 | Walt Disney Pictures/Pixar Animation Studios                                                                          |
| Televisión                   |                                                                 |                                                   | |
| Año                          | título                                                          | Role                                              | Notas |
| 2004                         | Cracking Up                                                     | Robyn                                             | |
| 2004                         | Ned's Declassified School Survival Guide                        | Scoop                                             | |
| 2005                         | Everybody Hates Chris                                           | Greg Wuliger                                      | Mejor amigo del personaje basado en Chris Rock.                                                                       |
| 2005                         | Stacked                                                         | Owen                                              | |
| 2013-2014                    | The Walking Dead                                                | Patrick                                           | 30 Days Without An Accident (Temporada 4, episodio 1) Infected (Temporada 4, episodio 2) A (Temporada 4, episodio 16) |
| Televisión (series animadas) |                                                                 |                                                   | |
| Año                          | Título                                                          | Rol                                               | Notas |
| 2005                         | Bad News Bears                                                  |                                                   | Voz |
| 2007                         | Can You Dig It                                                  | Barry                                             | |
| 2007 - 2015                  | Phineas y Ferb                                                  | Phineas Flynn                                     | Voz |
| 2016                         | La Ley de Milo Murphy                                           | Bradley Nicholson y Phineas Flynn(sólo crossover) | Voz |
| Videojuegos                  |                                                                 |                                                   | |
| Año                          | Juego                                                           | Rol                                               | Notas |
| 2010                         | Final Fantasy XIII                                              | Hope Estheim                                      | |
| 2011                         | "Final Fantasy XIII-2"                                          | Hope Estheim                                      | |
| 2011                         | Phineas y Ferb A través de la segunda dimensión : El Videojuego | Phineas Flynn                                     | Voz en inglés |
| 2014                         | "Lightning Returns Final Fantasy XIII"                          | Hope Estheim                                      | |